# アールドライバーズ西北
株式会社アールドライバーズ西北（アールドライバーズにしきた）は、兵庫県西宮市に本社を置く兵庫県公安委員会指定および大阪府公安委員会指定の自動車教習所を運営する企業。

## 歴史
＊1985年2月13日　-　西宮市門戸荘に本拠を置くマンションデベロッパーである株式会社ネオ・ディの代表取締役星野恒徳により設立される。
- 1986年12月 - ネオ・ダイキョー自動車学院として兵庫県公安委員会指定自動車教習所の指定を受ける。
- 2011年7月5日 - 兵庫県公安委員会の指定が「株式会社ネオ・ダイキョー自動車学院」から「アールヴィークルズ株式会社」に変更[1]。
- 2011年8月1日 - 学校名を「ネオ・ダイキョー自動車学院」から「アールドライバーズ西北」に変更。
- 2017年10月27日 - 株式会社アールドライバーズ西北が吸収合併存続会社としてオリックス市岡交通企業株式会社を吸収合併することを発表[2]。
- 2017年12月1日 - 大阪みなとドライビングスクール(元オリックスドライビングスクール弁天町)の運営を開始。

## 所在地
- アールドライバーズ西北：兵庫県西宮市山口町名来1225-1
- 大阪みなとドライビングスクール：大阪府大阪市港区磯路3丁目9番15号

## 取扱免許
- 普通免許
- 普通二輪
- 大型二輪

## 取扱講習
- 初心運転者講習

- 高齢者講習
- 原付講習
- 各種交通安全教育

## その他教習
- ペーパードライバー講習

## 教習設備
- カートレーナー（模擬運転装置）

## 車両
- トヨタ・コンフォート
- マツダ・アクセラ